# 신하연
신하연(본명: 신나리, 1987년 10월 3일 ~ )은 대한민국의 배우이다.

## 학력
- 경북대학교 신문방송학과 학사

## 출연작

### 영화
- 《90분》 (2012년) - 보라 역

### 드라마 & 시트콤
- 《이혼변호사는 연애중》 (2015년, SBS) - 이하정 역
- 《메디컬 탑팀》 (2013년, MBC) - 멜라스 증후군 환자 역
- 《하이킥! 짧은 다리의 역습》 (2011년, MBC) - 임 간호사 역
- 《세 자매》 (2010년, SBS)
- 《천하무적 이평강》 (2009년, KBS2) - 고민희 역
- 《신데렐라맨》 (2009년, MBC)
- 《청춘예찬》 (2009년, KBS1)